# Episodi di Adventure Time (prima stagione)
La prima stagione della serie televisiva Adventure Time, composta da 26 episodi, è andata in onda negli Stati Uniti dal 5 aprile al 27 settembre 2010 su Cartoon Network. In Italia la stagione è stata trasmessa dall'8 gennaio al 24 gennaio 2011, sempre su Cartoon Network.
| Nº | Titolo originale               | Titolo italiano              | Prima TV          | Prima TV Italia |
| -- | ------------------------------ | ---------------------------- | ----------------- | --------------- |
| 1  | Slumber Party Panic            | La morte dei morti dolcetti  | 5 aprile 2010     | 8 gennaio 2011  |
| 2  | Trouble in Lumpy Space         | Il bitorzolo mannaro         | 5 aprile 2010     | 8 gennaio 2011  |
| 3  | Prisoners of Love              | Prigioniere d'amore          | 12 aprile 2010    | 10 gennaio 2011 |
| 4  | Tree Trunks                    | Melaverde                    | 12 aprile 2010    | 10 gennaio 2011 |
| 5  | The Enchiridion!               | Il libro dell'eroe           | 19 aprile 2010    | 9 gennaio 2011  |
| 6  | The Jiggler                    | Shakerino                    | 19 aprile 2010    | 9 gennaio 2011  |
| 7  | Ricardio the Heart Guy         | Ricardio il cuor uomo        | 26 aprile 2010    | 11 gennaio 2011 |
| 8  | Business Time                  | Tempo d'affari               | 26 aprile 2010    | 11 gennaio 2011 |
| 9  | My Two Favorite People         | Le mie due persone preferite | 3 maggio 2010     | 12 gennaio 2011 |
| 10 | Memories of Boom Boom Mountain | In aiuto di tutti            | 3 maggio 2010     | 12 gennaio 2011 |
| 11 | Wizard                         | Apprendisti stregoni         | 10 maggio 2010    | 15 gennaio 2011 |
| 12 | Evicted!                       | La casa è dove sei tu        | 17 maggio 2010    | 15 gennaio 2011 |
| 13 | City of Thieves                | La città dei ladri           | 24 maggio 2010    | 16 gennaio 2011 |
| 14 | The Witch's Garden             | Il giardino della strega     | 7 giugno 2010     | 16 gennaio 2011 |
| 15 | What Is Life?                  | Cingolino e le torte         | 14 giugno 2010    | 17 gennaio 2011 |
| 16 | Ocean of Fear                  | Oceano di paura              | 21 giugno 2010    | 17 gennaio 2011 |
| 17 | When Wedding Bells Thaw        | Per chi suonano le campane   | 28 giugno 2010    | 18 gennaio 2011 |
| 18 | Dungeon                        | Il pozzo misterioso          | 12 luglio 2010    | 22 gennaio 2011 |
| 19 | The Duke                       | Il duca                      | 19 luglio 2010    | 19 gennaio 2011 |
| 20 | Freak City                     | L'omino magico               | 26 luglio 2010    | 18 gennaio 2011 |
| 21 | Donny                          | Donny                        | 9 agosto 2010     | 19 gennaio 2011 |
| 22 | Henchman                       | Il tirapiedi                 | 23 agosto 2010    | 22 gennaio 2011 |
| 23 | Rainy Day Daydream             | Avventure immaginarie        | 6 settembre 2010  | 23 gennaio 2011 |
| 24 | What Have You Done?            | Amici per un'ora             | 13 settembre 2010 | 23 gennaio 2011 |
| 25 | His Hero                       | Il suo eroe                  | 20 settembre 2010 | 24 gennaio 2011 |
| 26 | Gut Grinder                    | Il Grattoro                  | 27 settembre 2010 | 24 gennaio 2011 |

## La morte dei morti dolcetti
- Titolo originale: Slumber Party Panic
- Diretto da: Larry Leichliter
- Scritto da: Elizabeth Ito e Adam Muto

### Trama
Al cimitero, Finn e la Principessa Gommarosa stanno conducendo un esperimento scientifico mentre Jake e Lady Iridella giocano nella foresta. Il ragazzo e la principessa stanno cercando di riportare alla vita i Dolcibotti deceduti. Gommarosa prova il suo siero Desalmatore su Mr. Bombardino il quale però, invece di essere effettivamente riportato in vita, si trasforma in uno zombie bramoso di zucchero, materiale di cui sono ovviamente composti tutti gli abitanti di Dolcelandia. Il morto vivente versa involontariamente il siero su tutte le tombe circostanti, causando la rinascita di tutti i cadaveri. Gommarosa dice a Finn che probabilmente gli zombie si dirigeranno verso il regno per nutrirsi di glucosio. I due si dirigono quindi precipitosamente verso il castello.
La principessa convoca tutti gli abitanti di Dolcelandia all'interno del palazzo, nel grande salone delle caramelle, dove annuncia che ci sarà un pigiama party. In privato, spiega poi a Finn che i Dolcibotti esploderebbero se venissero a sapere dell'imminente attacco degli zombie. Nel frattempo, Baffo il becchino, ignaro di tutto, entra nel cimitero per dare una pala più grande a Gommarosa, che crede essere ancora lì. Non trovandola, decide di aspettarla di fronte al mausoleo. Purtroppo viene raggiunto alle spalle da uno zombie. Alla sua sola vista, Baffo incomincia ad urlare, per poi esplodere subito dopo. In seguito, tornati alla stanza nel castello, la principessa costringe Finn a fare una promessa reale: non dovrà raccontare a nessuno dei morti viventi. Gli dà poi l'ordine di distrarre i Dolcibotti mentre lei cerca di finire il siero per fermare gli zombie. Jake sente una parte della discussione e inizia a chiedere a Finn cosa gli abbia riferito la principessa in privato. Il ragazzo, conscio di aver fatto una promessa, mente all'amico e cerca di distrarlo andando a giocare a "obbligo o verità", dove inizia chiedendo a Cioccofragola di porre la domanda a qualcuno. Lei sceglie il signor Pasticciotto, il quale opta per l'obbligo. Cioccofragola gli chiede di togliersi la coppetta. Lui accetta e, in seguito, pone la domanda a Jake, che sceglie verità. Dopo aver risposto alla domanda del signor Pasticciotto è il turno di Finn, che sceglie obbligo. Il cane, dopo averci pensato su, lo obbliga a dirgli tutta la verità su ciò che lui e la Principessa si dicevano quando erano soli.
Finn cerca di evitare di rispondere e mente nuovamente quindi Jake inizia ad insospettirsi. Per assicurarsi che il compagno non scopra niente riguardo agli zombie, gli dice che è l'ora di giocare allo "sgabuzzino divino" con Lady Iridella. Il cane e l'iridella si chiudono quindi nella stanza. Nel frattempo i non morti arrivano e Finn cerca di tenere all'oscuro i Dolcibotti con musica ad alto volume e convincendoli, con il pretesto di un gioco a barricare porte e finestre. Sapendo che questo stratagemma non sarebbe potuto durare a lungo, decide di far partecipare gli abitanti ad una sorta di competizione. Vincerà chi romperà più pignatte. Inoltre benda i partecipanti per non far capire loro che ciò che avrebbero colpito sarebbero stati zombie. In poco tempo picchiano tutti i morti viventi e mangiano le caramelle contenute al loro interno.
Jake e Lady Iridella escono dallo sgabuzzino e vedono tutti gli zombie morti. A questo punto Finn racconta tutta la verità all'amico ma il tempo si ferma improvvisamente. Le uniche persone in grado di muoversi sono Finn e la Principessa Gommarosa, la quale non ha ancora terminato l'equazione del siero. Improvvisamente i Guardiani delle Promesse Reali rapiscono i due. Essi hanno intenzione di punire Finn con una prova del fuoco per aver osato rompere il giuramento. Tuttavia, essendo amico di Gommarosa, i guardiani decidono di fargli risolvere un problema di matematica. Fortunatamente la prima domanda, che era davvero difficile, viene sostituita da un'altra, ritenuta "più tosta" da uno dei due giganteschi esseri, ma che, in realtà, è davvero semplice. Viene infatti chiesto il risultato di 2+2. Finn risponde correttamente e i Guardiani fanno ripartire il tempo. Gommarosa scopre l'ultima cifra di cui ha bisogno per il suo siero Desalmatore. Così riporta in vita i Dolcibotti, compreso Baffo, e gli abitanti si riuniscono con i loro parenti.

## Il bitorzolo mannaro
- Titolo originale: Trouble in Lumpy Space
- Diretto da: Larry Leichliter
- Scritto da: Elizabeth Ito e Adam Muto

### Trama
Jake viene accidentalmente morso dalla Principessa dello Spazio Bitorzolo e inizia la fase della Bitorzolia. Finn è così costretto a lasciare la cerimonia del tè ballerino della Principessa Gommarosa ed andare nel bizzarro regno dello Spazio Bitorzolo per evitare che l'amico si trasformi in una creatura bitorzoluta.

## Prigioniere d'amore
- Titolo originale: Prisoners of Love
- Diretto da: Larry Leichliter
- Scritto da: Adam Muto e Pendleton Ward

### Trama
Finn e Jake stanno sfrecciando su una sedia girevole tra le montagne del Regno di Ghiaccio. Raggiungono una grotta dove Re Ghiaccio sembra stia seppellendo qualcosa in una scatola di scarpe. Il re, allora, si infuria per la loro intrusione e dopo una lotta contro dei guerrieri di neve evocati da Re Ghiaccio. I due vengono imprigionati dal re in un enorme cubo di ghiaccio, il quale li porta con una carriola nella prigione del suo castello. Lì vi sono rinchiuse sette principesse: Principessa dello Spazio Bitorzolo, Principessa Gelatina, Principessa Lampona, Principessa Hot Dog, Principessa Fantasma, Principessa Smeraldo e Principessa Mercerina che chiedono di essere liberate.
Re Ghiaccio spiega che cattura sempre le principesse perché vuole sposarne una e con le sette che possiede ha una vasta scelta. Quello che però non sa è che le principesse non vogliono sposarlo. Per liberarsi, dunque, Finn e Jake, intrappolati nel ghiaccio, escogitano un piano: insieme alle principesse fingono di divertirsi dentro la cella così da attirarvi anche Re Ghiaccio. Il piano va a buon fine, ma il re viene attaccato da Finn che lo fa svenire. Quando si risveglia si accorge di essere rimasto da solo nella cella.

## Melaverde
- Titolo originale: Tree Trunks
- Diretto da: Larry Leichliter
- Scritto da: Sean Jimenez e Bert Youn

### Trama
Finn e Jake stanno facendo allenamento con le spade, quando un'elefantina di nome Melaverde li invita a casa sua per mangiare una torta di mele. Lì i tre parlano dei loro sogni segreti: Finn dice che vorrebbe girare per la galassia e combattere mostri spaziali, mentre Jake scolpire il suo volto sulla luna. Melaverde, invece, sogna di cogliere una mela speciale, fatta di cristallo, che si trova nella Foresta Malvagia. Dunque, gli eroi le propongono di diventare per breve tempo un'avventuriera, così, con il loro aiuto, vanno alla ricerca del magico frutto. I tre si inoltrano nella boscaglia, ma Melaverde si rivela essere di gran impaccio. Dopo che Finn, in un impeto di rabbia, la caccia via, Melaverde trova la Mela di Cristallo, protetta però da un Guardiano di Cristallo che Finn e Jake non riescono a sconfiggere, poiché copia alla perfezione tutto ciò che fanno. Alla fine i due si ingegnano e riescono ad avvicinare Melaverde alla mela. L'elefantina dà un morso al frutto di cristallo, ma subito dopo scoppia, lasciando attoniti Finn e Jake.

## Il libro dell'eroe
- Titolo originale: The Enchiridion!
- Diretto da: Larry Leichliter
- Scritto da: Patrick McHale, Adam Muto e Pendleton Ward

### Trama
A Dolcelandia Finn, Jake e gli abitanti sono ad un party, quando, dopo una serie di sfortunati avvenimenti, Finn salva la Principessa Gommarosa da una vertiginosa caduta. Lei vede in lui un eroe, dunque gli mostra un globo magico dentro il quale appare un libro, l'Enchiridion, destinato solo ad un eroe onesto e generoso. Finn e Jake, allora, partono alla volta del monte Cragdor, per superare alcune prove che porteranno il ragazzo ad ottenere il magico libro. Il primo enigma, ovvero aprire una porta, viene facilmente superato da Finn, con l'aiuto di Chiavicembalo, ma successivamente il giovane avventuriero libera alcuni gnomi da un pozzo di lava, e questi iniziano a polverizzare delle vecchiette non appena Finn apre bocca.
Jake, quindi, ributta le creature nel pozzo di lava da dove erano uscite, e rassicura il suo amico, ormai disperato, dicendo che era solo una prova e che le vecchiette sono sicuramente salve. All'improvviso, però, Jake viene inghiottito da un orco gigante, e Finn, per salvarlo, gli ruba una banconota dal portafoglio, usandola come parapendio per aiutare il suo amico. I due giungono in cima al monte dove si trova l'Enchiridion, e Finn dimostra la sua gentilezza facendo un aeroplano con la banconota e restituendola all'orco.
Entrati in una torre il ragazzo affronta la sua ultima prova, sottoposta dal Mago Nero, che prima intima al ragazzo di sconfiggere un mostro malvagio, e quando Finn lo uccide gli ordina di schiacciare una piccola formica. Finn, tuttavia, si rifiuta di compiere un atto così cattivo, e si scaglia contro di lui. Dopodiché tutto svanisce, e nella stanza appaiono Chiavicembalo in pigiama da diavoletto e Machotauro, i quali dicono a Finn di seguirli, ed una volta seduti ad un grande tavolone dove vi sono anche le vecchiette falsamente polverizzate e Jake, consegnano al ragazzo l'Enchiridion.
- Nota: Questo episodio (insieme a Debolezza mortale) funge da ispirazione per il level pack di Adventure Time in LEGO Dimensions

## Shakerino
- Titolo originale: The Jiggler
- Diretto da: Larry Leichliter
- Scritto da: Luther McLaurin e Armen Mirzaian

### Trama
Finn e Jake salvano un cocomero di nome Stanley e la sua famiglia: una pera, una banana, un ananas, una catena di salsicce, e quattro marshmallow. Sulla via del ritorno i due incontrano una piccola creatura che fischia e balla facendo il rumore di una maracas, quindi la prendono con loro e la soprannominano “Shakerino”. A casa i tre ballano e festeggiano per tutta la notte, finché Finn e Jake crollano dal sonno. La mattina dopo il ragazzo è pronto per divertirsi ancora, ma Shakerino è accovacciato sul divano e sembra debole e malaticcio.
Finn pensa che il piccolo abbia solo fame, così tenta di nutrirlo con degli acini d'uva, ma Shakerino li rifiuta. Il ragazzo disegna diversi tipi di cibo, mostrandoli al piccolo in modo che possa indicare ciò che vuole mangiare, ma Shakerino si nutre degli stessi disegni dopo che questi si sono magicamente staccati dal foglio. Tuttavia l'esserino inizia ben presto a rigurgitare un fluido rosa tramite i suoi fori che vengono tappati con occhi di vetro e bende. Shakerino, imbottito del liquido, finisce per scoppiare ed espandersi per tutta la casa sotto forma di una gomma filamentosa. I due, disperati, riescono a ricomporre Shakerino, che con dei baci colorati compone sul pavimento una foto di sua madre, la quale vive nei pressi della casa di Stanley. Il ragazzo ed il cane portano la creaturina in fin di vita sino ad una caverna dove la Mamma Shakerino è annidata con i suoi cuccioli in un cratere riempito con un fluido rosa simile a quello che il piccolo rigurgitava. Tuttavia, quando Finn e Jake tentano di restituire Shakerino alla madre, questa non lo riconosce e li attacca, sino a che il cane intuisce che il loro odore aveva confuso quello della creaturina, e suggerisce di gettarlo nel cratere con gli altri. Così facendo Shakerino ritorna in forze, e riprende a fischiettare allegramente con la madre ed i fratellini.

## Ricardio il cuor uomo
- Titolo originale: Ricardio the Heart Guy
- Diretto da: Larry Leichliter
- Scritto da: Sean Jimenez e Bert Youn

### Trama
La puntata inizia con Gommarosa che è stata rapita per l'ennesima volta da Re Ghiaccio, ma viene prontamente salvata da Finn e Jake; la principessa, per ringraziarli, darà una festa nel suo palazzo quella stessa sera.
Alla festa Finn e Jake notano che partecipa un forestiero a forma di cuore, che si presenta come Ricardio, e parla con la principessa Gommarosa di argomenti scientifici. Finn diventa immediatamente geloso, e crede che Ricardio sia malvagio (anche se Jake rimane titubante), e decide di spiarlo per scoprire se trama qualcosa contro la principessa. Finn e Jake vedono il cuore entrare in un vicolo con una corda e delle bottiglie rotte, poi lo vedono gettare Re Ghiaccio in un cassonetto della spazzatura. Dopo aver avuto la prova che Ricardio è malvagio, Finn si scaglia contro di lui, ma la principessa Gommarosa interviene in sua difesa, portandolo via. Quando Finn crede di essersi sbagliato, Re Ghiaccio esce dal cassonetto, ormai moribondo, e spiega a lui e Jake che durante un esperimento il suo cuore (ovvero Ricardio) era uscito dal suo corpo, ed ora era intento a prendere quello della principessa per sposarla. Il ragazzo ed il cane allora corrono a palazzo, dove trovano Gommarosa legata ad una sedia. Dopo che Ricardio è stato sconfitto da Finn e Jake, Re Ghiaccio irrompe nella sala strisciando e riesce a riprendersi il suo cuore malvagio, dopodiché tenta di rapire la principessa, ma viene nuovamente picchiato da Finn.

## Tempo d'affari
- Titolo originale: Business Time
- Diretto da: Larry Leichliter
- Scritto da: Luther McLaurin e Armen Mirzaian

### Trama
Finn e Jake sono su una spiaggia a sciogliere degli iceberg per trovare i materiali necessari a costruire una piattaforma di allenamento, quando incappano in un gigantesco pezzo di ghiaccio dove vi erano rimasti intrappolati degli uomini del XXI secolo. Dopo esser stati liberati, gli affaristi si offrono di eseguire piccoli lavoretti per i due avventurieri, come costruire la loro piattaforma di allenamento. Dato l'eccellente lavoro che avevano svolto, Finn decide di assumerli. Una volta a casa, gli uomini d'affari si rendono utili lucidando la spada del ragazzo e costruendo un sistema informatico per tenere d'occhio il regno di Ooo, in modo da intervenire non appena qualcuno avesse avuto bisogno d'aiuto. Tuttavia, dopo un po' di tempo, Finn e Jake si affaticano troppo a combattere i cattivi, e gli affaristi prendono il loro posto, mentre i due ex-avventurieri sono permanentemente sdraiati sul divano a mangiare gelato (difatti sono diventati entrambi obesi). Alla fine gli uomini d'affari diventano fin troppo efficienti, e creano un aspirapolvere gigante per proteggere Finn e Jake, ma dato che risucchiano persone innocenti credendole nemiche, vengono licenziati. La loro rabbia diventa incontrollabile, e con l'aspirapolvere risucchiano anche Jake, il quale, a causa del suo grasso, rimane intrappolato sino a che il macchinario esplode. Una volta libero Finn assume nuovamente gli affaristi ed ordina loro di congelarsi di nuovo e tornare a vagare nel lago.

## Le mie due persone preferite
- Titolo originale: My Two Favorite People
- Diretto da: Larry Leichliter
- Scritto da: Kent Osborne e Pendleton Ward

### Trama
Jake è costretto a dividersi continuamente tra le avventure con il suo migliore amico Finn, e gli appuntamenti con la sua fidanzata Lady Iridella. Così, dopo aver chiesto consiglio a Shelby, il verme che vive nel suo violino, Jake decide di organizzare un picnic invitando sia Finn che Lady Iridella. Tuttavia i due non riescono a capirsi dato che la ragazza di Jake parla solo il coreano, allora il cane si ricorda di un traduttore universale sul fondo del lago Celeson, protetto da cavalieri maligni. Mentre Finn è preoccupato per Lady Iridella, Jake lo rassicura dicendogli che lei è impavida e sa combattere, così tutti e tre partono alla ricerca del traduttore. Dopo aver sconfitto i cavalieri del lago, Finn è talmente impressionato dall'abilità di Lady Iridella che le suggerisce di unirsi a lui e Jake. Il traduttore ha tre modalità di intonazione: Vecchio, Incubo ed Alieno Nerd. Lady Iridella usa la voce da anziano, e Finn comincia a chiamarla “nonnetto”. Successivamente i due iniziano ad andare d'accordo e passare sempre più tempo insieme, fino a che Jake diventa geloso, e per rabbia rifiuta di andare insieme a loro ad un party sulle nuvole. Tuttavia, dopo aver scoperto che Finn e Lady Iridella avevano lasciato la festa per andare a giocare assieme, il cane decide di chiamare Tiffany, una sua vecchia conoscenza, per far ingelosire la sua ragazza. Quando i due se ne accorgono, Jake rivela che Tiffany in realtà è un ragazzo, e mentre Finn lo affronta, si scusa con Lady Iridella per esser stato geloso, e lei gli promette che sarà sempre per prima cosa la sua migliore amica che quella di Finn, ed insieme se ne vanno.

## In aiuto di tutti
- Titolo originale: Memories of Boom Boom Mountain
- Diretto da: Larry Leichliter
- Scritto da: Sean Jimenez e Bert Youn

### Trama
L'episodio inizia con i Predoni Schiaffoni (un popolo di uomini violenti e rissaioli, a cui piace combattere) che lottano tra loro, ma questo dà fastidio a un uomo Montagna così Finn e Jake cercano di aiutarlo. La montagna dice di odiare la violenza e di non voler vedere le scene di lotta dei Predoni. Finn poi racconta a Jake di quando fece "Boom Boom" (cioè defecare) su una foglia quando era molto piccolo, ma nessuno lo aiutò.
Solo dopo un po' arrivarono i genitori di Jake che lo trovarono lì, lo portarono a casa sua. Da quel momento il piccolo Finn si è promesso di aiutare tutti quelli che hanno bisogno di aiuto. Quindi, i due decidono di girare l'Uomo Montagna, ma una Montagna Femmina vuole vedere la sua bellissima schiena. Dopo le richieste si moltiplicano: le creature fungo vogliono ballare, l'uomo di carbone vuole tranquillità, una creatura Cactus l'impollinazione per far nascere i propri piccoli, una rana litiga con gli Elettroidi, a un drago prude il sedere, le creature cubetto di ghiaccio vogliono andare in acqua più calda e il Mago Nudo...be' lui è semplicemente nudo.
Alla fine Finn fa mettere delle mosche sulle orecchie dell'uomo di carbone, lui getta due pezzi di carbone che innescano una macchina che dà una prugna alla rana cosicché smette di litigare e si mette a cantare facendo ballare le creature fungo fino ai fiori, i quali impollinano il Cactus, che dimenandosi gratta il sedere del drago, che sputa fuoco sciogliendo le creature cubetti di ghiaccio che mandano schiuma sul Mago Nudo facendo venire del vapore e non facendo vedere nulla all'uomo montagna, che non è più costretto a vedere i litigi dei Predoni. Alla fine Jake e Finn se ne vanno sul dorso di un Delfino.

## Apprendisti stregoni
- Titolo originale: Wizard
- Diretto da: Larry Leichliter
- Scritto da: Pete Browngardt, Adam Muto e Bert Youn

### Trama
Finn e Jake stanno discutendo su come è fatto il cuore di un demone, quando appare uno scheletro incappucciato che offre loro dei poteri magici gratis.
Mentre Finn è subito d'accordo, Jake più cauto, dice al suo amico di chiedere cos'altro può dar loro la misteriosa figura. Lo scheletro aggiunge ai poteri un portachiavi fatto con la sua mano, allora i due accettano ed entrano in un portale che li conduce sulla cima di una strana piramide con una sfera gigante sulla sommità.
Un rospo di nome Bufo, lo Stregone, spiega a Finn e Jake come ottenere i poteri: i due devono superare varie prove che man mano conferiranno loro un potere diverso, aggiungendo una stella alle loro casacche, fino alla stella centrale che li farà diventare Stregoni Supremi.
I due affrontano le prove, acquistando molti poteri, ma alla fine Jake si accontenta di quelli che ha: non gli interessa arrivare all'ultimo livello, poiché ha già ciò che gli serve. Finn prosegue per ottenere il grado di Stregone Supremo. Dopo aver fatto un giuramento solenne, il ragazzo afferra la mano di Bufo, e viene issato al di sopra di una sfera, insieme ad altri maghi molto anziani. Lo Stregone spiega a Finn che d'ora in poi dovrà usare i suoi poteri Supremi per tenere a distanza una meteorite che da 847 anni si sta dirigendo verso il tempio, ma resta nella sua posizione grazie agli altri maghi, che per tutta la loro esistenza non fanno altro che respingerla.
Finn si rifiuta di sprecare la sua vita così, e fugge dal tempio con l'intento di spostarlo usando i poteri acquisiti, trasformando i suoi occhi in quelli di un drago, una mano ad artiglio di tigre, l'altra a forma di spada, i piedi infuocati e delle ali d'angelo. I vecchi Stregoni Supremi vedono che con i suoi poteri, l'avventuriero sta cercando di spostare il tempio e, anziché fuggire, decidono di aiutarlo riuscendo insieme a rimuovere la piramide dalla traiettoria del meteorite.
Il bolide, schiantandosi a terra, annulla i poteri magici di tutti.

## La casa è dove sei tu
- Titolo originale: Evicted!
- Diretto da: Larry Leichliter
- Scritto da: Sean Jimenez e Bert Youn

### Trama
La puntata inizia con Jake che racconta a Finn una storia dell'orrore su un vampiro che amava girovagare per la terra di Ooo uccidendo le persone e bevendone il sangue, e che, un tempo, infestava la loro Casa. Il ragazzo è terrorizzato, ma cerca di addormentarsi. Tuttavia dalla finestra proviene un ticchettio, che all'inizio è provocato da un ramo che vi sbatte a causa del temporale, ma dopo poco Finn scorge una figura mostruosa illuminata da un lampo, e si precipita da Jake chiedendo aiuto. Il cane lo rassicura dicendogli che la sua storia era inventata, ma ad un tratto la finestra si spalanca, lasciando Jake terrorizzato. Chiusa la finestra, dal soffitto cade una borsa e quando Finn punta la torcia in su appare Marceline che sibila contro di lui.
La vampira si siede con loro sul divano, mentre i due, terrorizzati, la pregano di non ucciderli e succhiar loro il sangue. Lei li rassicura dicendo che non lo beve spesso, ma preferisce succhiare il colore rosso. Poi racconta che ha passato secoli a vagare per la terra di Ooo. Dopo aver cavalcato i Gigapesci Rossi, aver fatto festa a Fuocolandia ed aver vissuto altre mille avventure, Marceline è giunta nella Casa sull'Albero di Finn e Jake, la quale un tempo le apparteneva. Dopo aver dimostrato la sua proprietà facendo vedere ai due avventurieri una “M” incisa sulla corteccia, la vampira li sbatte fuori di casa ridendo. Mentre Finn è infuriato e vorrebbe ucciderla, Jake cerca di dissuadere il suo amico da questo proposito, ed insieme vanno alla ricerca di una nuova casa.
I due giungono in una caverna e decidono di stabilirvisi, ma durante un party irrompe Marceline, la quale alza una pietra e mostra un'altra “M” incisa. Finn, a questo punto, le dice infuriato che non importa quante volte intende sfrattarlo, tanto la sua casa sarà sempre e solo Jake. La vampira allora gli dà ragione, e tenta poi di trasformare il cane in uno zombie per renderlo suo. Finn, allora, ingaggia una lotta impari contro Marceline trasformatasi in pipistrello gigante, ma successivamente interviene Jake. La vampira, però, riesce a succhiargli il sangue riducendolo ad uno straccio grigio. Finn va allora su tutte le furie, e si scaglia contro Marceline riuscendola a colpire. La vampira sembra volergli dare il colpo di grazia, ma alla fine assume la sua forma normale e dà un bacio a Finn, ringraziandolo di aver combattuto così bene. Intanto riappare Jake, che si era salvato concentrando il sangue ed i suoi organi vitali nel pollice. Marceline decide di permettere ai due avventurieri di ritornare nella loro Casa sull'Albero, considerandolo un suo regalo.

## La città dei ladri
- Titolo originale: City of Thieves
- Diretto da: Larry Leichliter
- Scritto da: Sean Jimenez e Bert Youn

### Trama
Finn sta cercando di camminare su quattro zampe come Jake, senza ottenere però molto successo. Mentre scherzano sull'incapacità del ragazzo di muoversi come un cane, i due si imbattono in una città coperta da una cupola di terreno desertico in condizioni precarie. Appare una strega, che dice loro che si tratta di una città di ladri, che possiede la terribile peculiarità di trasformare chiunque vi entri in un ladro. Finn e Jake, sentono le grida di Penny, una bambina fuori dalla città, triste perché le è stato sottratto il cestino di fiori. Chiede quindi l'aiuto di Finn, ma questi, dopo essere entrato in città con Jake ignorando gli avvertimenti della strega, si dispera, dato che non riesce a recuperare il cesto a causa dei continui furti.
Penny racconta poi ai due amici di un Re dei ladri, che ruba alle bambine e nasconde i suoi possedimenti nella sua torre, protetta da una barriera magica capace di impedire ad altri ladri di entrare. Finn si offre volontario per prendere il tesoro del re, che potrebbe contenere il cestino della bambina. Jake, tuttavia, non può passare perché ha rubato un paio di stivali rossi a cui non ha potuto resistere. Il ragazzo si avventura quindi nella torre e riesce a recuperare uno scrigno, che si trovava nella cassa toracica del re dei ladri. Quando esce, Penny afferra il contenitore e rivela di aver ingannato Finn per costringerlo a rubare il tesoro dato che lei, essendo una ladra, non potevo farlo. A questo punto, appare di nuovo la strega, la quale inizia a deridere il ragazzo per aver ignorato i suoi avvertimenti ed essere così diventato un furfante. Finn, traumatizzato dall'accaduto, decide di abbracciare il suo lato oscuro e di vendicarsi di Penny, che è stata in grado di rubargli la purezza. Finn a Jake cominciano a comportarsi come dei veri e propri giustizieri e a correre per la città rubando alcune cose, tra cui una balestra, un paio di spade e una saponetta. Si confrontano così con Penny nella sua tenda e la puliscono dallo sporco che caratterizzava la sua personalità malvagia. Anche Finn e Jake si lavano nel processo. Pensando di essere nuovamente puri, i due amici festeggiano con Penny, la quale abbraccia Finn e sostiene di essere finalmente cambiata. Nello stesso istante, senza che il ragazzo se ne accorga, la bambina gli ruba i vestiti lasciandolo in mutande. L'episodio si conclude con Finn che, esasperato da ciò che è appena accaduto, urla a gran voce il nome di Penny.

## Il giardino della strega
- Titolo originale: The Witch's Garden
- Diretto da: Larry Leichliter
- Scritto da: Adam Muto, Kent Osborne e Niki Yang

### Trama
Finn e Jake stanno inseguendo una rana, quando questa fugge tra le sbarre di un cancello che delimita un giardino. Grazie ai poteri del cane i due riescono ad entrare nel cortile, il quale pullula di cespugli pieni di ciambelle ed altri dolci che attirano Jake. Ad un tratto compare una strega che accusa il cane di aver mangiato i suoi dolciumi. Jake tenta di scagionarsi, ma si ritrova una ciambella in mano, ed incolpa il suo subconscio. La strega, infuriata, toglie i poteri a Jake, la cui parte inferiore del corpo assume le sembianze di un neonato. Affinché la strega gli ridia i suoi poteri, il cane dovrà ammettere le sue colpe e dovrà scusarsi. Jake rifiuta, ed insieme a Finn viene teletrasportato via da un incantesimo della strega. Il cane racconta a Finn che ha acquisito i suoi poteri grazie ad una pozzanghera magica in cui si è rotolato da cucciolo, così i due avventurieri partono alla ricerca della pozza. Finn e Jake giungono in prossimità del Fiume d'Immondizia, ma, mentre il ragazzo lo attraversa in poco tempo, Jake parla con il suo subconscio, che lo convince a non fare del lavoro inutile. Finn ritorna indietro e costruisce una catapulta con l'immondizia, così da scaraventare Jake e sé stesso sull'altra sponda. Ad un tratto, dal fiume, compare Gary, la sirena del Fiume d'Immondizia, che afferra Finn e lo porta nel suo nido, dove delle enormi uova stanno per schiudersi. Jake tenta di aiutare il suo amico, ma rendendosi conto che senza i poteri è impossibile, decide di andare a fare le sue scuse alla strega. Questa, affermando che il cane ha ritardato troppo, lo fa danzare con il suo subconscio con dei fiori nelle mutande, ma quando ordina a Jake di ripetere il ballo per poterlo filmare, il cane si arrabbia e rifiuta. A questo punto il subconscio muore, e Jake si dispera, cosicché la strega riconosce il suo pentimento e gli restituisce i poteri. Jake strappa il bastone dalle mani della strega e la fa cadere, per vendicarsi, poi corre subito in soccorso di Finn, sconfiggendo la sirena.

## Cingolino e le torte
- Titolo originale: What Is Life?
- Diretto da: Larry Leichliter
- Scritto da: Luther McLaurin e Armen Mirzaian

### Trama
Jake fa uno scherzo a Finn, lanciandogli addosso un sacco pieno di burro. Il ragazzo cerca uno scherzo migliore, così costruisce con vecchi oggetti un robottino capace di sfornare e lanciare infinite torte. Il risultato non è dei migliori, difatti Cingolino (così soprannominato da Finn), ha delle parti non funzionanti e le ruote che slittano da tutte le parti, così il ragazzo lo porta con sé, per rubare dell'energia dal castello di Re Ghiaccio. I due si intrufolano nel castello, e Finn fa degli scherzi a Re Ghiaccio, facendo divertire Cingolino. Il robot e l'avventuriero giungono in un deposito segreto, ma Re Ghiaccio li scopre, e manda all'attacco i suoi Ghiacciopiedi che colpiscono Cingolino con una scarica. Mentre Finn sta per essere schiacciato da un Ghiacciopiede, Cingolino, riempito d'energia, salva il suo creatore bombardando il mostro di torte, ed insieme scappano.
Cingolino, nella fuga, rivela a Finn che uno degli ingredienti delle torte era il veleno, inoltre, una volta giunti a casa, confessa di avere un'irrefrenabile voglia di rapire principesse. Quando i due stanno per entrare, dalla porta appare Re Ghiaccio che congela Finn ed afferma di essersi venuto a prendere suo "figlio", ovvero Cingolino, dato che il raggio di energia aveva trasferito al robot parte della personalità. Il Re trasporta Cingolino e Finn nella sua immaginazione, dove spiega al robot il suo desiderio di avere un figlio che porti avanti la tradizione di rapire principesse. Il robottino sembra serafico all'idea, ma chiede al padre se potrà ancora fare scherzi con Finn e Jake. Re Ghiaccio, infuriato per la domanda, ricrea un'immagine del futuro di Cingolino con i due avventurieri, poi riporta tutti alla realtà, chiedendo al robot cosa preferisce. Cingolino sceglie Finn e Jake, così inizia a scagliare le torte contro Re Ghiaccio, mentre Finn lo manda K.O. con un calcio. La puntata si conclude con un sogno di Re Ghiaccio dove lui e Cingolino sono insieme a guardare il tramonto.

## Oceano di paura
- Titolo originale: Ocean of Fear
- Diretto da: Larry Leichliter
- Scritto da: J.G. Quintel e Cole Sanchez

### Trama
Finn e Jake stanno inseguendo un drago blu che aveva rubato loro un paio di calosce, quando questo, per sfuggire ai due, si immerge nel mare. Jake lo rincorre senza problemi, ma Finn, dopo aver capito che il corpo d'acqua non è né un fiume né un lago, diventa sempre più timoroso dell'oceano, e si sente ribollire lo stomaco. Dall'ombelico esce uno spettro nero, ovvero la manifestazione della paura di Finn, che denigra il ragazzo affermando che non potrà mai essere un eroe sino a che nel suo animo dimora il terrore dell'oceano.
Finn chiede aiuto a Jake per sconfiggere questa fobia, ma nonostante i molteplici tentativi, l'avventuriero continua ad avere una folle paura dell'oceano. La mattina seguente Finn si sveglia, e Jake dà inizio alla sua "cura", facendo crollare le pareti della camera, così mostrando che il letto di Finn è completamente circondato dal mare. Il ragazzo, legato nel suo sacco a pelo, ha una crisi di panico, ma poi si calma per essere sciolto da Jake. Il cane lo mette a mollo nell'oceano, dicendogli di controllare il respiro, ma Finn è ancor più terrorizzato, e quando Jake gli immerge la testa, l'avventuriero rompe il sacco a pelo e salta sulla testa del cane, mettendosi in salvo su una scogliera. Jake passa alla fase successiva, e salpa con Finn all'interno di un sommergibile, con il quale i due si immergono nelle profondità dell'oceano. Gli abissi sono formati da una città sommersa, con grattacieli e macchine. Jake scorge una fossa tra le rovine, e vuole andarla ad esplorare, ma Finn, in un impeto di terrore, urta una leva che lancia dei razzi, i quali colpiscono un grattacielo che cade sul sommergibile, facendo sgorgare l'acqua al suo interno. Finn e Jake si mettono la tuta di salvataggio, ma nella fuga il ragazzo gonfia la sua prima del previsto, ed il cane sviene, sprofondando nell'abisso. Finn viene catapultato in superficie, dove si rifugia sopra una boa. La Paura esce nuovamente dall'ombelico del ragazzo, prendendolo in giro. Finn, allora, si dà volontariamente una botta in testa per svenire ed andare a salvare Jake, precipitando nella fossa. I due riescono a risalire sulla riva, ma la Paura compare nuovamente, criticando la codardia del ragazzo, ma in sua difesa compaiono tre spiriti in una limousine, che dicono al ragazzo che è proprio la debolezza, la forza di un grande eroe. Così la paura viene obbligata da Finn a restare nella sua pancia, e l'avventuriero festeggia insieme a Jake.

## Per chi suonano le campane
- Titolo originale: When Wedding Bells Thaw
- Diretto da: Larry Leichliter
- Scritto da: Kent Osborne e Niki Yang

### Trama
Finn è in casa ad ascoltare Jake mentre suona la sua viola, quando qualcuno bussa alla porta. Il ragazzo guarda dalla finestra, e scopre che si tratta di Re Ghiaccio. L'avventuriero ingaggia subito una battaglia con il mago, ma quest'ultimo si ferma subito, annunciando a Finn e Jake che ha finalmente trovato una principessa disposta a sposarlo. I due sono scioccati ed increduli, ma la futura consorte arriva su un carretto trainato dai pinguini, salutando amabilmente Re Ghiaccio. Il mago spiega agli avventurieri che la principessa sta andando a festeggiare il suo addio al nubilato, e prega loro di organizzare anche per lui qualcosa di divertente, altrimenti non sarebbe stato appagato sino in fondo, e gli sarebbe tornata la voglia di rapire principesse. Finn e Jake accettano a malincuore, portando Re Ghiaccio a svariate feste alle quali, tuttavia, il mago trova sempre un pretesto per litigare e combattere con qualcuno.
L'addio al celibato finisce, ma improvvisamente Re Ghiaccio è preoccupato per il fatto che non potrà più rapire principesse ed essere libero come una volta, inoltre teme che la sposa abbia intenzione di rubargli l'Occhio Demoniaco e la Sacca Fantasma. Il mago dichiara che non vi sarà più nessun matrimonio, sebbene Finn e Jake tentino di distoglierlo da questo proposito. Improvvisamente i tre vedono due cigni baciarsi, quando il maschio risucchia la sua consorte, e ciò convince Re Ghiaccio che potrà mangiare la sua sposa, continuando a rapire principesse mentre lei sarà costretta a vivere dentro il suo stomaco. Finn e Jake sono scioccati, ma sperano che il mago si ricreda in futuro, così lo lasciano andare, dandosi appuntamento per la cerimonia del giorno seguente.
I due avventurieri si presentano al palazzo di Re Ghiaccio, e vedono la sposa legata e penzolante dal soffitto, chiedono al mago il perché. Re Ghiaccio spiega che la tradizione vuole che la sposa venga issata sino al soffitto, e se nella discesa riesce a toccare la punta della sua barba, diverrà la sua consorte. Finn e Jake si avvicinano alla principessa, notando però che ha gli occhi davvero enormi. Guardandoli meglio scorgono la vera principessa, che chiede aiuto spiegando che è l'anello che Re Ghiaccio le ha messo al dito ad averla stregata. Finn e Jake si lanciano all'attacco per liberare la sposa, ma il mago blocca il cane e ghiaccia le mani del ragazzo. Jake riesce però a prendere l'anello, ma la sposa viene calata per toccare la barba di Re Ghiaccio. All'ultimo momento, però, Jake riesce ad allungare il braccio, toccando la barba al suo posto, facendo così terminare le nozze.

## Il pozzo misterioso
- Titolo originale: Dungeon
- Diretto da: Larry Leichliter
- Scritto da: Elizabeth Ito e Adam Muto

### Trama
Finn e Jake vengono lasciati da Gommarosa nei pressi di un pozzo, con l'ordine preciso di apporre svariati segnali di pericolo, per evitare che qualcuno vi entri. Finn è incuriosito e speranzoso di trovarvi pericoli e prove di coraggio, propone a Jake di avventurarsi nel pozzo insieme a lui. Il cane sta pranzando, quindi dice a Finn di aspettare, e nel frattempo gli racconta dell'Occhio di Cristallo nascosto nei recessi più remoti dell'antro misterioso. Il ragazzo non sta più nella pelle, ma Jake lo avverte che senza di lui non sarebbe uscito vivo da quell'avventura, ma così facendo Finn coglie la sfida, e scommette che, nel giro di 11 minuti, sarebbe ritornato con l'Occhio di Cristallo.
All'interno del pozzo Finn affronta caverne, creature malvagie, forzieri incantati e trappole, divertendosi un mondo. Ad un certo punto incappa però in un gatto demoniaco, il quale afferma di avere una conoscenza approssimativa di tutte le cose. Tuttavia, quando il gatto attacca Finn, fugge dopo aver sentito l'odore di Jake, evitando di uccidere il ragazzo, che inizia a capire quanto sia prezioso l'aiuto del suo amico. Finn si trova dinnanzi ad una porta chiusa, e tenta di aprirla con la mano-chiave di Jake fallendo, dato che il suo corpo non ha la capacità di mutare forma. Il ragazzo scorge la chiave al di là di uno stretto cunicolo, ma non riesce a prenderla poiché è all'interno di un mostro di gelatina. Il pavimento si sgretola, e Finn cade in un sotterraneo pieno di piccole cascate e tesori sparsi sul pavimento.
Qui si trova ad affrontare il Cavaliere del Secchio, un nanerottolo che, una volta inzuppato, cresce in modo esponenziale. Finn, dopo essere stato malmenato, riesce a rifugiarsi dietro ad una porta, dove però incontra nuovamente il gatto demoniaco. Il ragazzo si nasconde dietro ad una stalagmite, ma il gatto si avvicina sempre di più. L'eroe viene salvato da un Angelo Custode, che lo porta via e gli cura le ferite. L'angelo, però, si rivela essere un mostro desideroso di mangiare la carne di Finn, e getta l'avventuriero in un gigantesco pentolone-gabbia pieno di verdure. Lì il ragazzo incontra Jake, il quale gli confessa che per raggiungerlo è stato costretto ad affrontare durissime prove che per Finn sarebbero state facilissime. Così, insieme, cercano di uscire, e riescono a bruciare la corda che teneva appeso il pentolone, facendolo crollare sull'angelo. Finn e Jake si ritrovano nella stanza dell'Occhio di Cristallo, ma una volta tolto dal suo piedistallo, la gemma fa uscire una gran quantità di occhi demoniaci. I due sembrano spacciati, quando irrompe Gommarosa, che lanciando raggi laser dal suo cigno, fa ritornare i demoni nella loro prigione, e riposiziona l'Occhio di Cristallo dov'era, portando in salvo gli avventurieri.

## Il duca
- Titolo originale: The Duke
- Diretto da: Larry Leichliter
- Scritto da: Elizabeth Ito e Adam Muto

### Trama
Finn e Jake stanno testando uno scatolone pieno di svariate pozioni magiche, quando Gommarosa scaccia infuriata il Duca Noce dal palazzo. I due continuano a rompere i filtri per vedere a cosa servono, e Finn, trovatone uno verde a forma di boomerang, lo lancia in aria. Questo ritorna indietro, e va involontariamente a finire dentro una finestra del castello, dopodiché si sentono le grida della Principessa, che si affaccia mostrando il suo orrendo aspetto: la sua pelle è verde e non più gommosa, così come i pochi ciuffi di capelli che le sono rimasti. Gommarosa osserva il Duca Noce scappare, suppone sia stato lui.
Finn e Jake si precipitano dalla Principessa, per confessare che la colpa era loro, ma appena entrati Gommarosa ordina furiosa di andare a consegnare il Duca Noce nelle mani della giustizia, aggiungendo che lei non potrebbe non odiare per sempre chiunque le avesse fatto una cosa simile. La Principessa si dispera per il suo orrendo aspetto, dato che la cura prevede cinque giorni di incubazione in una medicina al latte, mentre lei, la sera stessa, sarebbe dovuta andare al Grand Meeting dei Reali di Ooo, ed ordina a Finn e Jake di arrestare il Duca.
I due avventurieri si dirigono così verso la Reggia del Duca Noce e sebbene Finn si senta terribilmente in colpa ad arrestare un uomo innocente, Jake lo rassicura dicendo che se Gommarosa lo odiava tanto, il Duca era sicuramente una persona molto cattiva. Entrati nella Reggia, Finn e Jake conoscono la Duchessa Noce, consorte del Duca, che spiega loro che una volta suo marito era solito portarla a vedere le stelle sotto i cespugli di Anacardi, giocare con i bambini e prendersi cura degli animali. Ora, però, la Duchessa pensa che il suo consorte sia diventato "rancido", e dice a Finn e Jake che deve essere condannato.
I due fuggono dalla Reggia, dopo uno scoppio di follia da parte della Duchessa, e si mettono ad inseguire una nocciolina, credendola il Duca. Questa, dopo essere stata catturata, afferma che il suo compito è quello di proteggere il Duca Noce fino alla morte, ma a questo punto esce allo scoperto il vero Duca. La nocciolina, ovvero suo figlio (il Marchese Noce), inizia a piangere così il Duca l'abbraccia rassicurandola, chiedendo un po' di tempo a Finn e Jake. I due se ne vanno in disparte, ed il ragazzo inizia a sentirsi terribilmente in colpa, vedendo che il Duca è un uomo così gentile. Jake tenta nuovamente di smentirlo, dicendo che una persona non è necessariamente buona, anche se è un buon padre. Il Duca, tuttavia, dopo aver usato il suo mantello per far passare una famiglia di anatroccoli sopra una pozzanghera, si presenta da Finn e Jake, consegnando loro due coroncine di fiori per scusarsi dell'attesa. Gli eroi scoprono che il Duca Noce era affetto dalla malattia "Carenza di Budino", ed era tanto odiato da Gommarosa per il fatto che ogni volta che si recava a Dolcelandia svuotava le scorte reali, anche se involontariamente. Finn confessa la sua colpa, ma il Duca, essendo una persona gentilissima, vuole assumersene la colpa, ma il ragazzo ha un'improvvisa illuminazione, ed escogita un piano per salvare la reputazione di entrambi.
Mentre Gommarosa viene portata su una vasca-carrozza piena di latte da Maggiormenta, Finn esce da un cespuglio, avvisandola che su quel sentiero vi è il pericolo di essere attaccati dai banditi. A quel punto esce Jake (travestito, appunto, da bandito), e finge di uccidere Finn. Guardando Gommarosa, fa finta di non riconoscerla a causa del suo aspetto, e se ne va facendo entrare in scena il Duca Noce. Questi afferma che il suo scherzo ha fatto sì che la Principessa potesse salvarsi dall'attacco di un pericoloso bandito, ma una volta finita la messinscena, Gommarosa ne chiede il motivo, ed ordina a Maggiormenta di arrestare il Duca. A questo punto interviene Finn, confessando finalmente la sua colpa, ma Gommarosa lo perdona, dicendo che non avrebbe mai potuto essere arrabbiata con lui. Tuttavia, dopo che l'avventuriero ha messo al corrente la Principessa della malattia del Duca, questa finge di essere impietosita, ma rivela a Finn che non crede ad una sola parola.
I due avventurieri, per sdebitarsi con Gommarosa, partecipano al Grand Meeting dei Reali di Ooo, dove, tuttavia, Finn viene attaccato dal Marchese Noce (che voleva vendicare suo padre), e Jake dallo Scoiattolo Rosso (che vuole vendicarsi del cane perché non aveva pubblicato sul suo blog le lettere che gli aveva spedito, sebbene Jake non ricordi chi sia).

## L'omino magico
- Titolo originale: Freak City
- Diretto da: Larry Leichliter
- Scritto da: Tom Herpich e Pendleton Ward

### Trama
Finn e Jake stanno camminando in una foresta quando incontrano un mendicante che chiede loro del cibo. Finn dà al mendicante una zolletta di zucchero, nonostante a lui piaccia molto. Il mendicante è in realtà l'Omino Magico. Egli promette ai due avventurieri un favore in cambio della loro gentilezza, e trasforma Finn in un grande piede. Jake sembra gradire la nuova forma di Finn, invece il giovane avventuriero vuole trovare al più presto l'Omino Magico per farsi trasformare di nuovo in un umano. Nonostante i sentimenti di Finn, Jake prova a fargli conoscere i lati positivi dell'essere un enorme piede, ma Finn non ne sembra entusiasta. I due finiranno per imbattersi in una cittadina in fiamme, tuttavia, quando Finn prova ad estinguere le fiamme, finisce per bruciarsi e gli abitanti della cittadina pensano che sia uno dei tanti mostri che hanno causato l'incendio, e buttano l'avventuriero giù da un ponte. Sotto il ponte si trova la dimora di altri "mostri", trasformati anch'essi dall'Omino Magico. Sembra che essi siano ormai rassegnati alla vita a cui sono stati destinati, e Jake li appoggia, consigliando a Finn di vivere da mostro. Finn però vuole a tutti i costi ritornare a essere un umano, quindi cerca di convincere gli altri a ribellarsi. Dopo averli presi a calci si accorge che la fusione delle loro forme li fa sembrare come un normale essere, compreso di braccia, gambe, testa e corpo. Jake sceglie di essere i "pantaloni" della loro "fusione". All'improvviso entra in scena l'Omino Magico, che dopo essere stato preso a calci confessa di volere insegnare alle sue vittime una lezione. La lezione che l'Omino Magico ha voluto impartire era di non dare dello zucchero ai mendicanti. Alla fine Jake confessa di essersi comportato in quel modo con Finn perché lui ha sempre voluto essere un piede gigante.

## Donny
- Titolo originale: Donny
- Diretto da: Larry Leichliter
- Scritto da: Adam Muto, Kent Osborne e Niki Yang

### Trama
Finn e Jake sono di pattuglia di sicurezza quando si imbattono in una città con abitanti dalle sembianze di edifici. Tutto sembra normale, ma all'improvviso vedono un mostro pianta, il cui nome è Donny, terrorizzare gli abitanti. Finn attacca Donny bloccandolo alla testa, Donny esausto si rivolge a Finn dicendo che è come una femminuccia. Mentre Finn è rattristito Jake trasforma le sue orecchie in corna e attacca Donny. Finn pensa che il mostro sia simile a lui in qualche modo, e che può essere un bravo ragazzo, se impara a smettere di essere uno sconsiderato. Quindi l'eroe invita Donny nella loro casa albero. Quando arriva, si siede su una sedia ed inizia a giocare con BMO, ma quando perde per la rabbia rompe il controller. Mentre Finn e Jake tentano di civilizzare Donny attraverso una canzone, Finn sente un urlo proveniente dal villaggio da loro salvato e va ad indagare, lasciando Jake a casa con Donny. Arrivato al villaggio Finn vede un branco di Luperché assalire gli abitanti edificio. Finn però li attacca e riesce a spedirli in fondo a un pozzo.
I Luperché dal pozzo spiegano a Finn che senza Donny in giro, che a causa della sua stupidita è in grado di produrre il gas scemogeno (letale per loro), sono liberi di mangiare gli abitanti fino a quando il Gufo Cosmico non li divorerà. Finn corre di nuovo alla casa sull'albero e scopre che Donny ormai è stato civilizzato da Jake. I due allora trascinano Donny indietro nel villaggio. Però, Finn dice a Donny che lui e Jake pensano che le sue canzoni di auto-miglioramento siano stupide, e che cercando di non essere uno stupido, egli è stato un vero stupido. Donny ritorna al suo vecchio io, così da emanare di nuovo il gas scemogeno e far scappare i Luperché. Donny, alla fine, torna a far scherzi agli abitanti del villaggio.

## Il tirapiedi
- Titolo originale: Henchman
- Diretto da: Larry Leichliter
- Scritto da: Luther McLaurin e Cole Sanchez

### Trama
Finn e Jake stanno giocando sullo scheletro di un mostro, quando sentono Marceline discutere con qualcuno. Avvicinandosi scoprono che la vampira sta dando degli ordini assurdi ad un anziano signore, ovvero il suo Tirapiedi. Impietosito dalle sofferenze del vecchietto, Finn esce allo scoperto, e dice a Marceline di smetterla, ma dato che la vampira continua a tormentare il suo Tirapiedi, l'avventuriero propone di prendere il suo posto. Jake tenta di impedirlo, ma viene spaventato da Marceline, che vola via trascinandosi dietro Finn.
Durante il volo la vampira informa il nuovo Tirapiedi che il suo primo compito sarà quello di aiutarla a nutrirsi. I due atterrano vicino ad una casetta, e Marceline ordina a Finn di aprire la porta, ma l'avventuriero si rifiuta di farlo, affermando che non contribuirà mai ad uccidere una persona. Marceline gli ricorda che, come Tirapiedi, ha l'obbligo di eseguire tutti i suoi ordini, così Finn è costretto ad aprire la porta. Nel mentre, Jake guarda dalla finestra, cercando di cogliere il momento opportuno per aiutare Finn, ma Marceline assume le sembianze di un rettile, facendo fuggire il cane terrorizzato. La vampira ordina, in seguito, al Tirapiedi di tener ferma la vittima, un piccolo ometto di nome Eberhardt, con un grosso papillon rosso. L'eroe si rifiuta categoricamente, e tenta di fermare Marceline, ma questa gli lancia un incantesimo che attorciglia temporaneamente le braccia di Finn. La vampira si getta sul collo di Eberhardt, ma succhia solamente il rosso del suo papillon. La "vittima" è entusiasta del suo nuovo papillon bianco, e ringrazia di cuore Marceline. Finn è incredulo, ma la vampira gli ricorda che lei preferisce succhiare il colore rosso invece del sangue.
I due si dirigono, dunque, verso un cimitero, mentre Finn tenta di capire se Marceline lo sta prendendo in giro. Una volta atterrati, la vampira risvegli gli zombie. Mentre Finn e Marceline marciano con i morti viventi verso il castello del Duca Noce, l'avventuriero va avanti per mettere in guardia i reali, ma quando la vampira arriva si scopre che non vuole distruggere il castello, ma era stata chiamata per esibirsi in un concerto per il compleanno del figlio del Duca Noce. Finn comincia a capire il gioco di Marceline, ma viene interrotto da Lisby, il maggiordomo di corte, che lo incita a divertirsi.
Marceline porta a Finn la Pianta dalle Fossette Dolciotte (una graziosa piantina i cui frutti fanno spuntare una fossetta), ordinandogli di ucciderla con il Basso-Ascia. L'avventuriero tenta di capirne il doppio fine, ma non trovando spiegazioni si rifiuta di uccidere una cosa così carina ed innocente. Ad un tratto la pianta cresce smisuratamente e diventa terrificante, così Finn inizia a combattere contro di lei, ma finisce per essere inghiottito, così interviene Marceline la quale uccide la pianta. Dopo che l'avventuriero esce dal suo stomaco, capisce finalmente che la vampira si diverte a confonderlo con i suoi piani apparentemente malvagi.
Il giorno dopo Finn e Marceline vanno a fare una passeggiata in un campo di fragole, e la vampira si ripara sotto un ombrello. Finn le chiede se il sole può ucciderla, e lei risponde di sì. Marceline chiede poi a Finn se vuole andare a strangolare qualche folletto, e lui afferma che gli piacerebbe. La vampira, stupita dalla risposta, ne chiede il motivo, e l'avventuriero le risponde che ha capito i suoi trucchi per mandarlo in paranoia. La vampira allora si mette a ridere, affermando che credeva non ci sarebbe mai arrivato, poi, alla domanda di Finn su chi fosse il Vecchio Tirapiedi, la vampira risponde che era un suo amico d'immersioni.
Improvvisamente salta fuori Jake (travestito da fragola), che getta dell'aglio addosso a Marceline, alla quale cade l'ombrello, così viene colpita dai raggi solari. La vampira cade a terra, piena di vesciche e contorcendosi dal dolore. Finn corre in suo soccorso, tentando di immobilizzare Jake e spiegandogli che Marceline è solo strana, ma il cane, credendo il suo amico succube di un incantesimo, si lancia verso il parasole sotto il quale Marceline si è riparata, e scostando Finn con una spinta trafigge l'ombrello con un paletto di frassino. Una volta alzato il parasole, ne esce un'ombra oscura che si dissolve, ed il ragazzo ringrazia il suo amico per aver sconfitto la sua paura ed essere riuscito a liberarlo. Quando Jake se ne va trionfante, Finn raccoglie il parasole, e dal suo zaino esce Marceline in forma di pipistrello, che riparandosi dal sole ringrazia l'avventuriero e lo licenzia dal lavoro di tirapiede. La vampira lo invita comunque a strangolare folletti, ed il ragazzo accetta volentieri, mentre Marceline vola via, sotto il suo ombrello.

## Avventure immaginarie
- Titolo originale: Rainy Day Daydream
- Diretto da: Larry Leichliter
- Scritto da: Pendleton Ward

### Trama
Quando i ragazzi si accorgono della pericolosa immaginazione di Jake, Finn prova a spegnerla utilizzando un aggeggio immaginato appunto dal cane e si cimenta in molteplici prove tra cui risolvere un indovinello di una creatura immaginata dall'amico e combattere contro un mostro invisibile anche lui immaginato da Jake. Una volta spenta la macchina Finn si accorge però che Jake senza la sua immaginazione è noiosissimo, quindi è costretto a utilizzare la propria per riaccendere la macchina.

## Amici per un'ora
- Titolo originale: What Have You Done?
- Diretto da: Larry Leichliter
- Scritto da: Elizabeth Ito e Adam Muto

### Trama
Durante la notte Finn e Jake vanno nelle Montagne di Ghiaccio per rapirne il sovrano. Evitano dei pinguini di guardia e arrivano alla stanza di Re Ghiaccio, anche se questo è depresso. Alla fine riescono a legarlo con una corda e a portarlo a Dolcelandia. Intanto Jake chiede a Finn perché lo stiano facendo e questi dice che è stata la principessa Gommarosa a chiederlo, ma non è stata molto chiara. Quando arrivano trovano la città deserta e la principessa con una maschera che spruzza ovunque una nebbia verde. Poi li conduce alla prigione dove avrebbero portato Re Ghiaccio. Prima di avere la possibilità di spiegare loro cosa è successo deve uscire per qualche minuto. Nel frattempo Finn e Jake fanno la guardia al mago, e il cane sostiene che lui ha rubato la Corona, ma lui risponde di averla fabbricata con la magia che ha rubato; inoltre dice di essere innocente perché recentemente non ha commesso alcun crimine e che dovrebbero essere loro due a stare in prigione. Dopo aver convinto Finn, questo decide di liberarlo, e lui riprende la sua Corona (che gli avevano tolto), apre una porta magica e va via. Quando la principessa Gommarosa torna per l'interrogatorio, vede al posto del mago in prigione i due avventurieri e si arrabbia con loro per averlo lasciato andare.
Per mostrar loro la gravità della situazione li porta in una sala piena di Dolcibotti malati e semi-congelati su dei lettini e racconta loro che è stato Re Ghiaccio a ridurli così, ma non intenzionalmente. Infatti tre giorni prima quest'ultimo era andato da lei per mostrarle un nuovo trucco che consisteva nel far nevicare con la barba, ma questa ha fatto ammalare tutti i suoi sudditi colpiti. La principessa dice che l'unico modo per curarli è far ascoltar loro le sue urla di dolore. Lei aveva già provato a chiederglielo gentilmente, ma lui l'aveva fraintesa pensando che ci stesse provando, quindi l'unico modo rimasto è con la forza: questo spiega perché Finn e Jake dovevano catturarlo.
Finn si rifiuta di picchiare la gente senza motivo perché è contro la sua etica, ma decide di tornare da Re Ghiaccio per salvare i Dolcibotti. Arrivati, trovano il mago che li considera i suoi migliori amici e Finn gli chiede di urlare. Lui non ci riesce senza ridacchiare, poi gli si avvicina e dice che ha un insetto sulla spalla (in realtà Jake piccolo). Re Ghiaccio lo colpisce e Finn ha un'idea: si finge morto per il colpo. Il re prende il suo corpo, e anche perché si sente in colpa, emette un urlo di dolore che arriva fino a Dolcelandia curando i Dolcibotti. Subito dopo il mago ordina a Gunter di portare via il corpo e Finn si arrabbia vedendo la sua noncuranza, così va via insieme a Jake.

## Il suo eroe
- Titolo originale: His Hero
- Diretto da: Larry Leichliter
- Scritto da: Adam Muto, Kent Osborne e Niki Yang

### Trama
Il grande eroe Billy ispira Finn e Jake a praticare la nonviolenza, incontrando però non poche difficoltà. I due tentano di spiegargli che la violenza a volte è necessaria.

## Il Grattoro
- Titolo originale: Gut Grinder
- Diretto da: Larry Leichliter
- Scritto da: Ako Castuera e Bert Youn

### Trama
Finn, non trovando Jake decide di suonare il suo violino che si trovava vicino a una roccia. Non gli riesce bene, e a quel punto arriva Jake che glielo toglie perché non lo sa suonare. A quel punto sentono delle urla e il ragazzo dice di andare a controllare. Le grida vengono dal villaggio dei Morbidosi, che raccontano loro che è tornato un mostro, il Grattoro, che ha rubato tutto l'oro intorno al quale erano soliti danzare. Non sanno che aspetto abbia, perché chiudono gli occhi quando arriva, ma si nota che un'impronta di Jake ingrandito combacia perfettamente con le sue. I due eroi decidono di catturarlo, e un altro grido di aiuto li conduce al villaggio dei Cubotti. Questi, vedendo il cane ingrandito lo prendono per il mostro e, dopo che Finn li convince del contrario raccontano che il Grattoro ha preso anche il loro oro e che è identico a Jake, solo più grande. Uno di loro, com'era anche accaduto tra i Morbidosi, va da quest'ultimo e, dicendo che è carino, comincia a grattarlo (Jake cerca sempre di negare che è carino, e ha mostrato di diventare molto influenzabile quando viene grattato). Quando lasciano i Cubotti il cane comincia a pensare di essere la bestia, ma Finn è sicuro che non sia così. Un'ultima richiesta di aiuto li conduce al Villaggio Aguzzo, ma prima Finn traveste il suo amico con un paio di occhiali con naso. Vengono accolti dal sindaco del villaggio, che mostra loro una foto del Grattoro. Alla vista di quell'immagine, che gli somigliava così tanto, Jake comincia a tremare, facendo cadere il travestimento, dunque gli abitanti lo sbattono in prigione credendolo il mostro, dove c'è un'altra persona (ispirata al Gollum del Signore degli Anelli) diventata pazza e con un dente d'oro. Ormai Jake è convinto di essere la bestia, ma Finn prende il dente dell'altro carcerato come esca e fa uscire allo scoperto il vero Grattoro. Intanto nella cella, il pazzo comincia a grattare Jake (rendendolo più fragile mentalmente) mormorando frasi sul Grattoro. Jake allora si trasforma in esso, distrugge la prigione e sconfigge l'altro, ma comincia a rubare l'oro. Finn per farlo tornare in sé decide di suonare il suo violino. Il piano funziona e il mostro si rivela essere la moglie del sindaco, Sharon che andava a rubare perché voleva fare shopping, e usava il travestimento da Jake perché lo considerava carino. L'episodio si conclude con la moglie in prigione e gli abitanti del Villaggio Aguzzo che danno un doloroso abbraccio ai due eroi.